# Evžen Horňák
Evžen Horňák, né le 28 août 1926, à Ružindol, en Tchécoslovaquie et décédé le 6 octobre 2004, à Bratislava, en Slovaquie, est un ancien joueur tchécoslovaque de basket-ball.

## Palmarès
- Finaliste du championnat d'Europe 1955